# تکولوت، نیومکزیکو
تکولوت (به انگلیسی: Tecolote) یک  محدوده ثبت‌نشده در ایالات متحده آمریکا است که در شهرستان سن میگل، نیومکزیکو واقع شده‌است. تکولوت ۲۹۸ نفر جمعیت دارد و ۱٬۹۱۹٫۰۴ متر بالاتر از سطح دریا واقع شده‌است.